# Liste der Straßen in Selm
Die Liste der Straßen in Selm listet die Namen aller 335 im Gemeindegebiet der Stadt Selm, Kreis Unna, Nordrhein-Westfalen, liegenden Straßen auf und erläutert, sofern möglich, deren Herkunft.

## Stadtteile
Selm besteht aus den folgenden Stadtteilen und deren Bauerschaften:
- Altenbork, Bauerschaft, gehört zu Bork
- Beifang, gehörte vor 1975 bereits zur Gemeinde Selm
- Bork
- Cappenberg, gehörte vor 1975 zur Gemeinde Bork
- Hassel, gehört zu Bork
- Netteberge, Bauerschaft, gehört zu Cappenberg
- Ondrup, Bauerschaft, gehört zu Selm
- Selm
- Ternsche, Bauerschaft, gehört zu Selm
- Westerfelde, Bauerschaft, gehört zu Selm

## Postleitzahl
Die Postleitzahl, die für die gesamte Stadt gültig ist, lautet 59379. Sie gilt für die Brief- und Paketzustellung.

## Telefonvorwahlen
- Selm und Bork haben die Telefonvorwahl 02592.
- Cappenberg hat die Lüner Vorwahl 02306. In Netteberge gilt die Vorwahl 02592.

## Straßenlisten
Bei der Rubrik Stadtteile wird im Bedarfsfall auch die Zugehörigkeit zu einer Bauerschaft aufgeführt.

## A
| Straßenname              | Stadtteil  | Herleitung                                                                | Bemerkungen                                                             |
| ------------------------ | ---------- | ------------------------------------------------------------------------- | ----------------------------------------------------------------------- |
| Ackerring                | Selm       |                                                                           |                                                                         |
| Adenauerplatz            | Bork       | Konrad Adenauer, deutscher Bundeskanzler                                  | bis 1936 Amtsplatz; bis 1945 Horst-Wessel-Platz; bis 1974 (?) Amtsplatz |
| Ahornstraße              | Beifang    | Ahorne, Pflanzengattung                                                   |                                                                         |
| Akazienweg               | Beifang    | Akazien, Pflanzengattung                                                  |                                                                         |
| Albert-Schweitzer-Straße | Beifang    | Albert Schweitzer, deutsch-französischer Arzt und Pazifist                |                                                                         |
| Allensteiner Straße      | Selm       | Allenstein, Stadt in Ermland-Masuren, Polen                               |                                                                         |
| Alstedder Straße         | Altenbork  | Straße nach Alstedde                                                      | K 19                                                                    |
| Alter Kirchplatz         | Selm       |                                                                           |                                                                         |
| Alte Zechenbahn          | Beifang    |                                                                           |                                                                         |
| Am Alten Hof             | Bork       |                                                                           |                                                                         |
| Am Alten Teich           | Bork       |                                                                           |                                                                         |
| Am Angelkamp             | Hassel     |                                                                           |                                                                         |
| Am Balkenbach            | Cappenberg |                                                                           |                                                                         |
| Am Brauereiknapp         | Cappenberg | s. Gräflich Kielmannsegge’sche Brauerei Cappenberg                        | L 810                                                                   |
| Am Buddenberg            | Beifang    | Buddenberg, Standort der ehemaligen Zeche Hermann                         |                                                                         |
| Am Friedhof              | Selm       |                                                                           |                                                                         |
| Am Haferkamp             | Bork       |                                                                           |                                                                         |
| Am Hüttenbach            | Beifang    |                                                                           |                                                                         |
| Am Kapellenknapp         | Hassel     |                                                                           |                                                                         |
| Am Klockenberg           | Selm       |                                                                           |                                                                         |
| Am Kohuesholz            | Cappenberg |                                                                           |                                                                         |
| Am Kreuzkamp             | Beifang    |                                                                           |                                                                         |
| Am Krummen Kamp          | Selm       |                                                                           |                                                                         |
| Am Löwentor              | Cappenberg | Löwe, Katzenart                                                           | Löwentor zum Schloß Cappenberg                                          |
| Am Pastorenbusch         | Bork       |                                                                           | bis 1945 Hermann-Göring-Straße                                          |
| Am Schnippenbach         | Netteberge |                                                                           |                                                                         |
| Am Seeufer               | Ternsche   | Ternscher Seeufer                                                         |                                                                         |
| Am Steinfeld             | Cappenberg |                                                                           |                                                                         |
| Am Stierksken            | Cappenberg |                                                                           |                                                                         |
| Am Ternscher See         | Ternsche   | Ternscher See, künstlicher See                                            |                                                                         |
| Am Wällchen              | Selm       |                                                                           |                                                                         |
| Am Wasserturm            | Cappenberg |                                                                           |                                                                         |
| Am Wiesenrand            | Selm       |                                                                           |                                                                         |
| An den Heuwiesen         | Beifang    |                                                                           |                                                                         |
| An der Bleiche           | Hassel     |                                                                           |                                                                         |
| An der Hasseler Kapelle  | Hassel     |                                                                           |                                                                         |
| An der Langen Hecke      | Beifang    |                                                                           |                                                                         |
| Anne-Frank-Ring          | Beifang    | Anne Frank, jüdisches deutsches Mädchen, das dem Holocaust zum Opfer fiel |                                                                         |
| Anne-Frank-Straße        | Beifang    | Anne Frank, jüdisches deutsches Mädchen, das dem Holocaust zum Opfer fiel |                                                                         |
| Annegarnstraße           | Selm       | Josef Annegarn, Theologe und Professor                                    |                                                                         |
| Auf dem Gänsemarkt       | Cappenberg |                                                                           |                                                                         |
| Auf dem Hahnen           | Hassel     |                                                                           |                                                                         |
| Auf dem Sägeplatz        | Cappenberg |                                                                           |                                                                         |
| Auf dem Schlackkamp      | Selm       |                                                                           |                                                                         |
| Auf dem Südfeld          | Hassel     |                                                                           |                                                                         |
| Auf der Dinkel           | Netteberge | Dinkel, Getreideart                                                       |                                                                         |
| Auf der Geist            | Selm       | Geest, eine Landschaft, die höher und trockener ist als ihre Umgebung     | K 6                                                                     |
| Auf der Höhe             | Selm       |                                                                           |                                                                         |
| Auf der Horst            | Selm       |                                                                           |                                                                         |
| Auf der Koppel           | Hassel     |                                                                           |                                                                         |
| Auf der Sagkuhl          | Selm       |                                                                           |                                                                         |
| Auf der Schlucht         | Bork       |                                                                           |                                                                         |
| Auf der Spinnbahn        | Bork       |                                                                           |                                                                         |

## B
| Straßenname              | Stadtteil  | Herleitung                                        | Bemerkungen                                                                 |
| ------------------------ | ---------- | ------------------------------------------------- | --------------------------------------------------------------------------- |
| Bachstraße               | Beifang    |                                                   |                                                                             |
| Badestraße               | Selm       |                                                   |                                                                             |
| Bahnhofstraße            | Bork       |                                                   | K 8 ab 44, 51                                                               |
| Baltimora                | Cappenberg | in Anlehnung an die amerikanische Stadt Baltimore |                                                                             |
| Bassenwinkel             | Bork       |                                                   |                                                                             |
| Beethovenweg             | Selm       | Ludwig van Beethoven, deutscher Komponist         |                                                                             |
| Beifanger Weg            | Beifang    | Straße in Beifang                                 | führt zum Bahnhof Beifang; Seitenwechsel der geraden Hausnummern bei 54A/56 |
| Bergstraße               | Beifang    |                                                   |                                                                             |
| Berliner Straße          | Beifang    | Berlin, Hauptstadt der Bundesrepublik Deutschland |                                                                             |
| Bernhard-Holtmann-Straße | Beifang    |                                                   |                                                                             |
| Bernhard-Sroka-Weg       | Beifang    |                                                   |                                                                             |
| Binnhove                 | Bork       |                                                   |                                                                             |
| Birkenstraße             | Beifang    | Birken, Pflanzengattung                           |                                                                             |
| Bischof-Vieter-Straße    | Cappenberg | Heinrich Vieter, katholischer Bischof             |                                                                             |
| Bismarckstraße           | Beifang    | Otto von Bismarck, deutscher Reichskanzler        |                                                                             |
| Blumenstraße             | Selm       |                                                   |                                                                             |
| Bockmühlenweg            | Beifang    |                                                   |                                                                             |
| Borker Landweg           | Altenbork  | Ländliche Straße in Bork                          | bis 1974 Sandforter Weg; K 7                                                |
| Borker Straße            | Cappenberg | Straße nach Bork                                  | K 11                                                                        |
| Botzlarstraße            | Beifang    | Burg Botzlar, Wasserburg                          | von 1936 bis 1945 Knickmannstraße                                           |
| Breede                   | Beifang    |                                                   |                                                                             |
| Breite Straße            | Beifang    |                                                   | von 1936 bis 1945 Franz-Seldte-Straße; 1–109, 2–102                         |
| Breite Straße            | Selm       | 113–159, 104–150                                  |                                                                             |
| Brentanostraße           | Bork       | Clemens Brentano, deutscher Schriftsteller        |                                                                             |
| Breslauer Straße         | Selm       | Breslau, Stadt in Niederschlesien, Polen          |                                                                             |
| Brink                    | Selm       | Brink, spezielle Siedlungsform                    |                                                                             |
| Brückenstraße            | Beifang    |                                                   | bis 1974 Mühlenstraße                                                       |
| Buchenstraße             | Beifang    | Buchen, Pflanzengattung                           |                                                                             |
| Buchenwaldstraße         | Beifang    | Buchen, Pflanzengattung                           |                                                                             |
| Buddenbergstraße         | Beifang    | Buddenberg, Standort der ehemaligen Zeche Hermann |                                                                             |
| Burg Botzlar             | Beifang    | Burg Botzlar, Wasserburg                          |                                                                             |
| Buschkamp                | Cappenberg |                                                   |                                                                             |
| Buxfort                  | Ondrup     |                                                   |                                                                             |

## C
| Straßenname       | Stadtteil  | Herleitung                          | Bemerkungen |
| ----------------- | ---------- | ----------------------------------- | ----------- |
| Cappenberger Damm | Cappenberg | erhöhte Straße (Damm) in Cappenberg | L 810       |

## D
| Straßenname             | Stadtteil  | Herleitung                                             | Bemerkungen |
| ----------------------- | ---------- | ------------------------------------------------------ | ----------- |
| Dahler Holz             | Altenbork  | Haus Dahl                                              | K 2         |
| Dahlienweg              | Selm       | Dahlien, Pflanzengattung                               |             |
| Danteweg                | Bork       | Dante Alighieri, italienischer Dichter und Philosoph   |             |
| Danziger Straße         | Selm       | Danzig, Stadt in Pommern, Polen                        |             |
| De Mutt                 | Bork       |                                                        |             |
| Didonstraße             | Bork       | Christian Didon, Lehrer und Heimatforscher in Bork     |             |
| Dieselweg               | Bork       | Rudolf Diesel, deutscher Ingenieur                     |             |
| Dietrich-Bonhoeffer-Weg | Bork       | Dietrich Bonhoeffer, deutscher Theologe                |             |
| Dorfstraße              | Cappenberg |                                                        |             |
| Dornenkamp              | Selm       | Dorn, stechendes Gebilde an einer Pflanze              |             |
| Dreischfeld             | Cappenberg |                                                        | K 19        |
| Dreischkamp             | Selm       |                                                        |             |
| Drosselweg              | Beifang    | Drosseln, Vogelfamilie                                 |             |
| Droste-Hülshoff-Straße  | Bork       | Annette von Droste-Hülshoff, deutsche Schriftstellerin |             |
| Dünnebank               | Beifang    |                                                        |             |

## E
| Straßenname            | Stadtteil  | Herleitung                                               | Bemerkungen                                   |
| ---------------------- | ---------- | -------------------------------------------------------- | --------------------------------------------- |
| Egenkamp               | Selm       |                                                          |                                               |
| Eichendorffstraße      | Beifang    | Joseph von Eichendorff, deutscher Schriftsteller         |                                               |
| Eichenstraße           | Beifang    | Eichen, Pflanzengattung                                  |                                               |
| Elbinger Straße        | Selm       | Elbing, Stadt in Ermland-Masuren, Polen                  |                                               |
| Elsa-Brandström-Straße | Beifang    | Elsa Brändström, schwedische Philanthropin               | ursprüngliche übliche Schreibweise Brandström |
| Emanuelstraße          | Beifang    |                                                          |                                               |
| Emtingsweg             | Cappenberg |                                                          |                                               |
| Erich-Klausener-Weg    | Bork       | Erich Klausener, Vertreter des politischen Katholizismus |                                               |
| Erlenstraße            | Beifang    | Erlen, Pflanzengattung                                   |                                               |
| Ernst-Kraft-Straße     | Beifang    | Ernst Kraft, deutscher Politiker, Bürgermeister von Selm |                                               |
| Eschenstraße           | Beifang    | Eschen, Pflanzengattung                                  |                                               |

## F
| Straßenname               | Stadtteil  | Herleitung                                                                     | Bemerkungen                         |
| ------------------------- | ---------- | ------------------------------------------------------------------------------ | ----------------------------------- |
| Fährenkamp                | Beifang    |                                                                                |                                     |
| Fasanenweg                | Bork       | Fasan, Vogelart                                                                |                                     |
| Feldgarten                | Hassel     |                                                                                |                                     |
| Feldstiege                | Hassel     |                                                                                |                                     |
| Finefrau                  | Beifang    |                                                                                |                                     |
| Fontanestraße             | Beifang    | Theodor Fontane, deutscher Schriftsteller                                      |                                     |
| Freiherr-vom-Stein-Straße | Cappenberg | Heinrich Friedrich Karl vom und zum Stein, preußischer Staatsmann und Reformer | bis 27, 38 L 810, anschließend K 19 |
| Funnenkampstraße          | Selm       |                                                                                |                                     |
| Funnemannstraße           | Beifang    |                                                                                |                                     |

## G
| Straßenname                 | Stadtteil  | Herleitung                                                              | Bemerkungen |
| --------------------------- | ---------- | ----------------------------------------------------------------------- | ----------- |
| Gartenstraße                | Bork       |                                                                         |             |
| Geiststraße                 | Beifang    | Geest, eine Landschaft, die höher und trockener ist als ihre Umgebung   |             |
| Gerhart-Hauptmann-Ring      | Beifang    | Gerhart Hauptmann, deutscher Schriftsteller, Literatur-Nobelpreisträger |             |
| Gerhart-Hauptmann-Straße    | Beifang    | Gerhart Hauptmann, deutscher Schriftsteller, Literatur-Nobelpreisträger |             |
| Gerta-Overbeck-Weg          | Cappenberg | Gerta Overbeck, deutsche Malerin                                        |             |
| Goethestraße                | Beifang    | Johann Wolfgang von Goethe, deutscher Dichter                           |             |
| Gräfin-Kielmannsegge-Straße | Cappenberg | Tochter des Freiherrn vom Stein                                         |             |
| Graf-von-Stauffenberg-Weg   | Bork       | Claus Schenk Graf von Stauffenberg, deutscher Offizier                  |             |
| Grenzweg                    | Selm       |                                                                         |             |
| Grüner Weg                  | Beifang    |                                                                         | 1–31, 2–62A |
| Grüner Weg                  | Selm       | 45–69, 84–110                                                           |             |
| Gutenbergstraße             | Bork       | Johannes Gutenberg, Erfinder des modernen Buchdrucks                    | K 8         |

## H
| Straßenname                | Stadtteil  | Herleitung                                             | Bemerkungen |
| -------------------------- | ---------- | ------------------------------------------------------ | ----------- |
| Hagenplatz                 | Beifang    |                                                        |             |
| Hagenstraße                | Beifang    |                                                        |             |
| Hans-Böckler-Weg           | Bork       | Hans Böckler, deutscher Politiker und Gewerkschafter   |             |
| Harkortstraße              | Bork       | Friedrich Harkort, deutscher Unternehmer und Politiker |             |
| Hauptstraße                | Bork       |                                                        |             |
| Haus-Berge-Straße          | Bork       | Straße zum Haus Berge                                  | 2–32, 61    |
| Haus-Berge-Straße          | Selm       | Straße zum Haus Berge                                  | 5–31        |
| Haus-Berge-Straße          | Netteberge | Straße zum Haus Berge                                  | 42–48       |
| Haydnweg                   | Selm       | Joseph Haydn, österreichischer Komponist               |             |
| Hebbelweg                  | Bork       | Friedrich Hebbel, deutscher Schriftsteller             |             |
| Hegelstraße                | Beifang    | Georg Wilhelm Friedrich Hegel, deutscher Philosoph     |             |
| Heidestraße                | Bork       | Heide, Landschaftstyp                                  |             |
| Heinrich-Böll-Weg          | Beifang    | Heinrich Böll, deutscher Schriftsteller                |             |
| Heinrich-Heine-Straße      | Beifang    | Heinrich Heine, deutscher Dichter und Schriftsteller   |             |
| Heinrich-von-Kleist-Straße | Beifang    | Heinrich von Kleist, deutscher Dichter und Publizist   |             |
| Herderweg                  | Bork       | Johann Gottfried Herder, deutscher Dichter             |             |
| Hermann-Löns-Weg           | Beifang    | Hermann Löns, deutscher Heimatdichter                  |             |
| Hermannstraße              | Beifang    | Zeche Hermann                                          |             |
| Herschkamp                 | Bork       |                                                        |             |
| Hirschwiese                | Cappenberg | Hirsche, Säugetierfamilie                              |             |
| Hölderlinweg               | Bork       | Friedrich Hölderlin, deutscher Lyriker                 |             |
| Hölterweg                  | Netteberge |                                                        |             |
| Horstheide                 | Bork       |                                                        |             |
| Hügelweg                   | Ternsche   |                                                        |             |
| Humboldtstraße             | Bork       | Alexander von Humboldt, deutscher Naturforscher        |             |
| Hüttenbachweg              | Beifang    |                                                        |             |

## I
| Straßenname      | Stadtteil  | Herleitung                            | Bemerkungen |
| ---------------- | ---------- | ------------------------------------- | ----------- |
| Im Blomenkamp    | Selm       |                                       |             |
| Im Bram          | Altenbork  | Bram, Pflanzengattung (Ginster)       |             |
| Im Brom          | Selm       |                                       |             |
| Im Dahler Feld   | Altenbork  |                                       |             |
| Im Grünen Grund  | Selm       |                                       |             |
| Im Grünen Winkel | Beifang    |                                       |             |
| Immenbrock       | Cappenberg |                                       |             |
| Im Ort           | Selm       |                                       |             |
| Im Sundern       | Bork       |                                       |             |
| In den Eigen     | Selm       |                                       |             |
| In den Kämpen    | Selm       |                                       |             |
| Industriestraße  | Beifang    |                                       |             |
| Irisweg          | Selm       | Iris, Pflanzengattung (Schwertlilien) |             |

## J
| Straßenname         | Stadtteil | Herleitung                        | Bemerkungen |
| ------------------- | --------- | --------------------------------- | ----------- |
| Jakob-Kaiser-Straße | Beifang   | Jakob Kaiser, deutscher Politiker |             |
| Josef-Lüffe-Park    | Beifang   | Apotheker in Selm, Kunstsammler   |             |
| Josef-Mersmann-Weg  | Bork      |                                   |             |
| Josefstraße         | Beifang   |                                   |             |

## K
| Straßenname               | Stadtteil  | Herleitung                                                            | Bemerkungen                                             |
| ------------------------- | ---------- | --------------------------------------------------------------------- | ------------------------------------------------------- |
| Kantstraße                | Beifang    | Immanuel Kant, deutscher Philosoph                                    |                                                         |
| Kardinal-von-Galen-Straße | Bork       | Clemens August Graf von Galen, deutscher Kardinal                     |                                                         |
| Kastanienstraße           | Beifang    | Kastanien, Pflanzengattung                                            |                                                         |
| Käthe-Kollwitz-Weg        | Beifang    | Käthe Kollwitz, deutsche Graphikerin, Malerin und Bildhauerin         |                                                         |
| Kettelerstraße            | Bork       | Wilhelm Emmanuel von Ketteler, deutscher Bischof (Arbeiterbischof)    |                                                         |
| Kiefernstraße             | Beifang    | Kiefern, Pflanzengattung                                              |                                                         |
| Kirchpatt                 | Cappenberg |                                                                       |                                                         |
| Kirchplatz                | Bork       |                                                                       |                                                         |
| Kleine Hagenstraße        | Beifang    |                                                                       |                                                         |
| Knappenweg                | Beifang    |                                                                       |                                                         |
| Kochstraße                | Beifang    |                                                                       |                                                         |
| Köhlerstraße              | Cappenberg |                                                                       |                                                         |
| Kolberger Straße          | Selm       | Kolberg, Stadt in Westpommern, Polen                                  |                                                         |
| Kolpingstraße             | Bork       | Adolph Kolping, deutscher Priester                                    |                                                         |
| Königsberger Straße       | Selm       | Königsberg                                                            |                                                         |
| Königskamp                | Beifang    |                                                                       |                                                         |
| Körnerstraße              | Beifang    | Theodor Körner, deutscher Schriftsteller                              |                                                         |
| Kottendieck               | Beifang    |                                                                       |                                                         |
| Kreisstraße               | Beifang    | Kreisstraße, Straße in der Trägerschaft eines Kreises (Straßenklasse) | 2–152, 1–139; ; bis 1974 Borker Straße ab 87, 144       |
| Kreisstraße               | Bork       | Kreisstraße, Straße in der Trägerschaft eines Kreises (Straßenklasse) | 198–302, 141–271; bis 236, 237A; bis 1974 Selmer Straße |
| Kreutzkampswiese          | Cappenberg |                                                                       |                                                         |
| Küferstraße               | Cappenberg |                                                                       |                                                         |
| Kurt-Schumacher-Straße    | Beifang    | Kurt Schumacher, deutscher Politiker                                  |                                                         |
| Kurze Straße              | Beifang    |                                                                       |                                                         |
| Küstriner Straße          | Selm       | Küstrin, Stadt in Lebus, Polen                                        |                                                         |

## L
| Straßenname           | Stadtteil  | Herleitung                                  | Bemerkungen                                                                                          |
| --------------------- | ---------- | ------------------------------------------- | --- |
| Ladestraße            | Selm       |                                             | |
| Landsbergstraße       | Beifang    |                                             | |
| Langer Acker          | Selm       |                                             | |
| Lange Straße          | Beifang    |                                             | |
| Lerchenweg            | Beifang    | Lerchen, Vogelfamilie                       | |
| Lessingstraße         | Beifang    | Gotthold Ephraim Lessing, deutscher Dichter | |
| Lindenstraße          | Beifang    | Linden, Pflanzengattung                     | |
| Lippestraße           | Bork       | Lippe, Fluss an der Grenze Selms (Bork)     | |
| Lortzingstraße        | Selm       | Albert Lortzing, deutscher Komponist        | |
| Louis-Berger-Weg      | Bork       |                                             | |
| Ludgerikirchplatz     | Selm       |                                             | |
| Ludgeristraße         | Selm       |                                             | bis 33, 38C bis 1974 Bahnhofstraße, ab 35, 40 bis 1933 Dorfstraße, bis 1945 Adolf-Hitler-Straße; K 6 |
| Lüdinghausener Straße | Selm       | Straße nach Lüdinghausen                    | 2–22, 3–21; K 2                                                                                      |
| Lüdinghausener Straße | Ternsche   | Straße nach Lüdinghausen                    | 60–84, 63–75; L 835                                                                                  |
| Luisenstraße          | Hassel     |                                             | 1–45A, 2–42                                                                                          |
| Luisenstraße          | Netteberge | 83                                          | |
| Luisenstraße          | Selm       | 93–121, 100–110                             | |
| Lünener Straße        | Bork       | Straße nach Lünen                           | 2–34, 3; ab 30                                                                                       |
| Lünener Straße        | Hassel     | Straße nach Lünen                           | 33–223, 42–222;                                                                                      |
| Lünener Straße        | Cappenberg | Straße nach Lünen                           | 300;                                                                                                 |
| Lutherweg             | Beifang    | Martin Luther, deutscher Theologe           | |

## M
| Straßenname             | Stadtteil   | Herleitung                                                                       | Bemerkungen |
| ----------------------- | ----------- | -------------------------------------------------------------------------------- | ----------- |
| Madelstraße             | Selm        |                                                                                  |             |
| Mähnenstraße            | Westerfelde |                                                                                  |             |
| Mälzerstraße            | Cappenberg  |                                                                                  |             |
| Marie-Curie-Weg         | Beifang     | Marie Curie, polnisch-französische Physikerin, Chemikerin und Nobelpreisträgerin |             |
| Marienburger Straße     | Bork        | Marienburg, Stadt in Pommern, Polen                                              |             |
| Markland                | Selm        |                                                                                  |             |
| Marktplatz              | Beifang     |                                                                                  |             |
| Martin-Niemöller-Straße | Bork        | Martin Niemöller, deutscher Theologe                                             |             |
| Meisenweg               | Beifang     | Meisen, Vogelfamilie                                                             |             |
| Memeler Straße          | Selm        | Memel, Stadt in Litauen                                                          |             |
| Mergelkamp              | Selm        | Mergel, Sedimentgestein                                                          |             |
| Mozartstraße            | Selm        | Wolfgang Amadeus Mozart, österreichischer Komponist                              |             |
| Mühlenweg               | Hassel      |                                                                                  |             |
| Münsterlandstraße       | Selm        | Münsterland, westfälische Region                                                 |             |

## N
| Straßenname               | Stadtteil  | Herleitung                                           | Bemerkungen                                                                   |
| ------------------------- | ---------- | ---------------------------------------------------- | ----------------------------------------------------------------------------- |
| Nelly-Sachs-Weg           | Beifang    | Nelly Sachs, Schriftstellerin und Nobelpreisträgerin |                                                                               |
| Nepomukweg                | Bork       | Johannes Nepomuk, Heiliger                           |                                                                               |
| Netteberger Straße        | Hassel     | Straße nach Netteberge                               | 38–70, 41–99; K 8                                                             |
| Netteberger Straße        | Netteberge | Straße nach Netteberge                               | 150–290, 115–297; K 8                                                         |
| Neue Nordkirchener Straße | Ternsche   | Straße nach Nordkirchen                              | K 2                                                                           |
| Neue Werner Straße        | Beifang    | Straße nach Werne                                    | L 507                                                                         |
| Nienkamp                  | Beifang    |                                                      |                                                                               |
| Nikolaus-Groß-Weg         | Bork       | Nikolaus Groß, deutscher christlicher Gewerkschafter |                                                                               |
| Nordkirchener Straße      | Selm       | Straße nach Nordkirchen                              | 1–31, 2–38; K 18 ab 13, 14                                                    |
| Nordkirchener Straße      | Ternsche   | Straße nach Nordkirchen                              | 60–100, 61; Seitenwechsel der geraden und ungeraden Hausnummern bei 100; K 18 |

## O
| Straßenname      | Stadtteil   | Herleitung                                                     | Bemerkungen                         |
| ---------------- | ----------- | -------------------------------------------------------------- | ----------------------------------- |
| Oberhof          | Selm        |                                                                |                                     |
| Olfener Straße   | Selm        | Straße nach Olfen                                              | 1–49, 2–44;; bis 1974 Bahnhofstraße |
| Olfener Straße   | Ternsche    | Straße nach Olfen                                              | 76–156, 97–169A;                    |
| Ondruper Weg     | Ondrup      | Straße durch Ondrup                                            | 1–13, 4                             |
| Ondruper Weg     | Westerfelde | Straße durch Ondrup                                            | 19–31                               |
| Ostwall          | Bork        |                                                                |                                     |
| Otto-Hahn-Straße | Bork        | Otto Hahn, deutscher Chemiker und Nobelpreisträger             |                                     |
| Overbergweg      | Beifang     | Bernhard Heinrich Overberg, katholischer Theologe und Pädagoge |                                     |

## P
| Straßenname        | Stadtteil | Herleitung                                     | Bemerkungen |
| ------------------ | --------- | ---------------------------------------------- | ----------- |
| Pädagogenweg       | Beifang   |                                                |             |
| Pappelweg          | Beifang   | Pappeln, Pflanzengattung                       |             |
| Parkweg            | Beifang   |                                                |             |
| Pastoratengasse    | Selm      |                                                |             |
| Paul-Schneider-Weg | Hassel    | Paul Schneider, evangelischer Pfarrer          |             |
| Paulswiese         | Bork      |                                                |             |
| Pestalozziweg      | Beifang   | Johann Heinrich Pestalozzi, Schweizer Pädagoge |             |
| Püttstraße         | Hassel    | Pütt, Bezeichnung für ein Bergwerk             |             |

## R
| Straßenname      | Stadtteil  | Herleitung                                             | Bemerkungen                                |
| ---------------- | ---------- | ------------------------------------------------------ | ------------------------------------------ |
| Raiffeisenstraße | Beifang    | Friedrich Wilhelm Raiffeisen, deutscher Sozialreformer |                                            |
| Rauher Busch     | Bork       |                                                        | beibehaltene alte Schreibweise             |
| Rektoratsweg     | Selm       |                                                        |                                            |
| Reuterweg        | Bork       | Ernst Reuter, deutscher Politiker                      |                                            |
| Rieves Kamp      | Selm       |                                                        |                                            |
| Rilkeweg         | Bork       | Rainer Maria Rilke, deutschsprachiger Lyriker          |                                            |
| Röhrweg          | Ternsche   |                                                        |                                            |
| Römerstraße      | Selm       | Römerstraße, Straße zur Zeit des Römischen Reiches     | 1–19, 4–26; K 2; bis 1974 Vinnumer Weg     |
| Römerstraße      | Beifang    | Römerstraße, Straße zur Zeit des Römischen Reiches     | 36–130, 29–103; K 2; bis 1974 Vinnumer Weg |
| Röttgersbank     | Beifang    |                                                        |                                            |
| Rosenstraße      | Cappenberg | Rosen, Pflanzengattung                                 |                                            |

## S
| Straßenname          | Stadtteil   | Herleitung                                             | Bemerkungen                          |
| -------------------- | ----------- | ------------------------------------------------------ | ------------------------------------ |
| Sandforter Weg       | Beifang     | Straße zum Schloss Sandfort                            |                                      |
| Sandweg              | Cappenberg  |                                                        | 1, 8                                 |
| Sandweg              | Netteberge  | 60–100A                                                |                                      |
| Sarnsbank            | Beifang     |                                                        |                                      |
| Schachtstraße        | Beifang     | Schacht, senkrechter Grubenbau (Bergbau)               |                                      |
| Schäpershof          | Beifang     |                                                        |                                      |
| Schillerstraße       | Beifang     | Friedrich Schiller, deutscher Dichter                  |                                      |
| Schloßberg           | Cappenberg  | Berg, auf dem das Schloss Cappenberg steht             | beibehaltene alte Schreibweise; K 19 |
| Schloß Cappenberg    | Cappenberg  | Schloss Cappenberg                                     | beibehaltene alte Schreibweise       |
| Schluchtgasse        | Bork        |                                                        |                                      |
| Schmerlingstraße     | Beifang     | Joseph von Schmerling, österreichischer General        |                                      |
| Schönauer Straße     | Bork        |                                                        |                                      |
| Schorfheide          | Bork        | Schorfheide, Sammelbegriff für ein größeres Waldgebiet |                                      |
| Schulstraße          | Beifang     | Straße an der ehemaligen Lutherschule                  |                                      |
| Schulze-Weischer-Weg | Selm        |                                                        |                                      |
| Schützenweg          | Beifang     |                                                        |                                      |
| Seilandstraße        | Selm        |                                                        |                                      |
| Selma-Lagerlöf-Weg   | Beifang     | Selma Lagerlöf, schwedische Schriftstellerin           |                                      |
| Selmer Heide         | Beifang     | Heide, Landschaftstyp                                  |                                      |
| Sophie-Scholl-Weg    | Bork        | Sophie Scholl, deutsche Widerstandskämpferin           |                                      |
| Steigerstraße        | Beifang     | Steiger, Aufsichtsperson im Bergbau                    |                                      |
| Steinstraße          | Beifang     |                                                        |                                      |
| Stephanusweg         | Bork        | Stephanus, Heiliger                                    |                                      |
| Stettiner Straße     | Selm        | Stettin, Stadt in Westpommern, Polen                   |                                      |
| Steverweg            |             | Stever, rechtsseitiger Zufluss der Lippe               |                                      |
| St.-Gottfried-Straße | Cappenberg  | Gottfried von Cappenberg, westfälischer Graf, Heiliger |                                      |
| Stifterstraße        | Bork        | Adalbert Stifter, österreichischer Schriftsteller      |                                      |
| Stormstraße          | Bork        | Theodor Storm, deutscher Schriftsteller                |                                      |
| Strandweg            | Ternsche    |                                                        |                                      |
| Südkirchener Straße  | Selm        | Straße nach Südkirchen                                 | 1–67, 2–60; K 6 ab 28, 41            |
| Südkirchener Straße  | Ondrup      | Straße nach Südkirchen                                 | 70–124, 71–121 K 6                   |
| Südkirchener Straße  | Westerfelde | Straße nach Südkirchen                                 | 130, 139–145; K 6                    |
| Südwall              | Bork        |                                                        | L 809                                |
| Summerknapp          | Hassel      |                                                        |                                      |
| Sundernburg          | Selm        |                                                        |                                      |
| Synagogenweg         | Bork        | Synagoge, Lehrhaus einer jüdischen Gemeinde            |                                      |

## T
| Straßenname         | Stadtteil  | Herleitung                                        | Bemerkungen |
| ------------------- | ---------- | ------------------------------------------------- | ----------- |
| Talstraße           | Beifang    |                                                   |             |
| Tannenweg           | Bork       |                                                   |             |
| Teichstraße         | Beifang    |                                                   |             |
| Ternsche            | Ternsche   | Ternsche, eine Bauerschaft in Selm                |             |
| Tilsiter Straße     | Selm       | Tilsit, Stadt in der Oblast Kaliningrad, Russland |             |
| Tischlerstraße      | Cappenberg |                                                   |             |
| Töpferstraße        | Cappenberg |                                                   |             |
| Tüllinghofer Straße | Ternsche   | Straße zur Lüdinghausener Bauerschaft Tüllinghoff | K 25        |

## U
| Straßenname      | Stadtteil  | Herleitung                                                                       | Bemerkungen |
| ---------------- | ---------- | -------------------------------------------------------------------------------- | ----------- |
| Übbenhagen       | Cappenberg | Übbenhagen, auch Uebbenhagen, alte Bauerschaftsbezeichnung für den OT Cappenberg |             |
| Überwasserstraße | Cappenberg |                                                                                  |             |
| Uhlandstraße     | Beifang    | Ludwig Uhland, deutscher Dichter                                                 |             |
| Ulmenstraße      | Beifang    | Ulmen, Pflanzengattung                                                           |             |

## V
| Straßenname     | Stadtteil | Herleitung         | Bemerkungen |
| --------------- | --------- | ------------------ | ----------- |
| Vinnumer Straße | Altenbork | Straße nach Vinnum | K 8         |
| Voßkuhle        | Hassel    |                    |             |

## W
| Straßenname            | Stadtteil   | Herleitung                                                              | Bemerkungen                  |
| ---------------------- | ----------- | ----------------------------------------------------------------------- | ---------------------------- |
| Wagenfeldstraße        | Bork        | Karl Wagenfeld, deutscher Schriftsteller                                |                              |
| Wagnerstraße           | Selm        | Richard Wagner, deutscher Komponist                                     |                              |
| Waldenburger Straße    | Selm        | Waldenburg, Stadt in Niederschlesien, Polen                             |                              |
| Waldweg                | Beifang     |                                                                         |                              |
| Waltroper Straße       | Bork        | Straße nach Waltrop                                                     | 2–106, 3–117 L 809 ab 71, 96 |
| Waltroper Straße       | Altenbork   | Straße nach Waltrop                                                     | 129–173, 140–142             |
| Wassermannskamp        | Selm        |                                                                         |                              |
| Weidenstraße           | Beifang     | Weiden, Pflanzengattung                                                 |                              |
| Weiherstraße           | Bork        |                                                                         |                              |
| Werner Straße          | Selm        | Straße nach Werne                                                       | 1–53A, 2–36                  |
| Werner Straße          | Beifang     | Straße nach Werne                                                       | 60–124, 71–151 L 507         |
| Werner Straße          | Netteberge  | Straße nach Werne                                                       | 140–200, 175–213 L 507       |
| Westerfelde            | Westerfelde | Westerfelde, Name einer Bauerschaft                                     |                              |
| Wibbeltstraße          | Bork        | Augustin Wibbelt, westfälischer Mundartdichter                          |                              |
| Wienacker              | Bork        |                                                                         |                              |
| Wiesenstraße           | Bork        | Wiese, eine zum Anbau von Viehfutter landwirtschaftlich genutzte Fläche |                              |
| Wilhelm-Kellermann-Weg | Bork        | Wilhelm Kellermann, deutscher Romanist                                  |                              |
| Wilhelm-Liebetrau-Weg  | Beifang     | früherer Bürgermeister von Selm                                         |                              |
| Willy-Brandt-Platz     | Beifang     | Willy Brandt, deutscher Bundeskanzler und Friedens-Nobelpreisträger     |                              |
| Wörenberg              | Ondrup      |                                                                         |                              |
| Woot                   | Hassel      |                                                                         |                              |

## Z
| Straßenname         | Stadtteil   | Herleitung              | Bemerkungen                           |
| ------------------- | ----------- | ----------------------- | ------------------------------------- |
| Zeche-Hermann-Wall  | Beifang     | Zeche Hermann           | K 44                                  |
| Zehntweg            | Beifang     |                         |                                       |
| Zum Birkenbaum      | Cappenberg  | Birken, Pflanzengattung |                                       |
| Zum Nierfeld        | Bork        |                         |                                       |
| Zum Schulzenhof     | Selm        |                         |                                       |
| Zum Sundern         | Bork        |                         | von 1936 bis 1945 Adolf-Hitler-Straße |
| Zum Wegebild        | Hassel      |                         |                                       |
| Zur Alten Windmühle | Selm        |                         |                                       |
| Zur Disselbrede     | Westerfelde |                         |                                       |
| Zur Sandgrube       | Netteberge  |                         |                                       |
| Zur Schmiede        | Cappenberg  |                         |                                       |